# Saad Haddad
Saad Haddad (1938–1984) – major Libańskich Sił Zbrojnych, twórca Armii Południowego Libanu. Urodził się w Mardż Ujun, w rodzinie greckokatolickiej. Na początku wojny domowej w Libanie objął dowództwo nad jednym z garnizonów armii rządowej, znajdującym się na południu kraju. Powtarzające się walki z bojówkami palestyńskimi (krwawy atak na koszary w Al-Chijam) oraz masakry ludności cywilnej (np. w październiku 1976 r. w Aishiyeh) spowodowały, że nawiązał ścisłą współpracę z armią izraelską, tworząc z 600 podległych mu żołnierzy własną milicję, Armię Wolnego Libanu, znaną później jako Armia Południowego Libanu. 18 kwietnia 1979 r. ogłosił kontrolowane przez siebie tereny w izraelskiej strefie bezpieczeństwa "Niezależnym Wolnym Libanem". Następnego dnia Haddad został oficjalnie zwolniony z libańskiej armii. Pod koniec życia został oczyszczony z zarzutów o zdradę i przywrócono mu stopień wojskowy. Zmarł na raka w Mardż Ujun w styczniu 1984 roku.
Zobacz też: Baba Saad